# Długi Kąt (Biała Piska)
Długi Kąt [ˈdwuɡʲi ˈkɔnt] (deutsch Klarheim, bis 1903 Dlugikont) ist ein kleiner Ort in der polnischen Woiwodschaft Ermland-Masuren, der zur Gmina Biała Piska (Stadt- und Landgemeinde Bialla, 1938–1945 Gehlenburg) im Powiat Piski (Kreis Johannisburg) gehört.

## Geographische Lage
Der Weiler (polnisch Osada) Długi Kąt liegt im Südosten der Woiwodschaft Ermland-Masuren, 18 Kilometer südöstlich der Kreisstadt Pisz (deutsch Johannisburg).

## Geschichte
Das einstmals große Gut Dlugikont wurde wohl wie die Nachbarorte in der Ordenszeit gegründet. 
Im Jahr 1874 wurde der Gutsbezirk Dlugikont in den neu errichteten Amtsbezirk Morgen eingegliedert.
Am 30. November 1903 wurde Dlugikont in Klarheim umbenannt.
Im Jahr 1910 zählte das kleine Gutsdorf 87 Einwohner. Am 30. September 1928 schließlich gab das Dorf seine Eigenständigkeit auf und wurde in die Nachbargemeinde Mykutten (1938–1945 Mikutten, heute polnisch Mikuty) eingemeindet.
In Kriegsfolge kam Klarheim 1945 mit dem gesamten südlichen Ostpreußen zu Polen und erhielt bei Rückgriff auf den historischen Namen die polnische Namensform Długi Kąt. Heute gehört es zum Verbund der Stadt- und Landgemeinde Biała Piska im Powiat Piski, bis 1998 der Woiwodschaft Suwałki, seither der Woiwodschaft Ermland-Masuren zugehörig.

## Religionen
Vor 1945 war Dlugikont in die evangelische Kirche Kumilsko (1938–1945 Morgen, polnisch Kumielsk) in der Kirchenprovinz Ostpreußen der Evangelischen Kirche der Altpreußischen Union sowie in die römisch-katholische Kirche Johannisburg (polnisch Pisz) im Bistum Ermland eingepfarrt. 
Heute orientieren sich die evangelischen Einwohner Długi Kąts zur Kirchengemeinde in Biała Piska in der Diözese Masuren der Evangelisch-Augsburgischen Kirche in Polen. Katholischerseits gehört der Ort jetzt zur Pfarrei Kumielsk im Bistum Ełk der Römisch-katholischen Kirche in Polen.

## Verkehr
Długi Kąt ist von Kowalewo (Kowalewen, 1938–1945 Richtwalde) aus auf einem Landweg zu erreichen. Außerdem führt eine Nebenstraße von Szkody (Skodden, 1938–1945 Schoden) in den Ort. 

## Sohn der Stadt
- Hugo Haß (1912–2000), Generalmajor des Heeres der Bundeswehr